# Värnamo kyrka
Värnamo kyrka en kyrkobyggnad som tillhör Värnamo församling i Växjö stift. Kyrkan ligger centralt i staden Värnamo.

## Kyrkobyggnaden
Första kyrkan på platsen uppfördes någon gång på medeltiden och byggdes ut 1683. En ny kyrka uppfördes 1775, men vid senare delen av 1800-talet blev den för liten. År 1862 fattades beslut om att bygga en större kyrka och 1872 revs gamla kyrkan. Nuvarande kyrka uppfördes 1874 av byggmästaren Anders Pettersson i Värsås efter ritningar av arkitekt Albert Törnqvist och invigdes 1875.
En stor restaurering genomfördes 1964 under ledning av arkitekten Peter Celsing då interiören fick sin nuvarande utformning och nuvarande sakristia tillkom. År 1974 inreddes ett andaktsrum i norra korsarmen, som fick namnet Andreaskapellet. Den senaste renoveringen skedde 1999-2000 under arkitekt Gert Björkmans ledning.
Koret har tre så kallade kadedralfönster med glasmålningar utförda 1898 av Reinhold Callmander. Mittfönstret är indelat i tre fält. Övre fältet visar den uppståndne Jesus. Mittfältet avbildar två änglar, en man med ett rött offerkors samt en kvinna med rökoffer. I undre fältet står IHS med ljusa bokstäver mot röd bakgrund. Sidofönstren ska föreställa portarna till det himmelska Jerusalem.

## Inventarier
- I Andreaskapellet finns en dopfunt från 1200-talet.
- En ljuskrona är från 1777.
- Vid norra korväggen finns en altaruppsats utförd 1904 av skulptören M Rosendahl.
- Ett altare, som sattes in år 2000, är ett komplement till huvudaltaret. Infälld i altaret finns en sten från Nydala klosterkyrka.

### Orgel
- 1742 bygger Lars Solberg, Norra Sandsjö en orgel med 10 stämmor. Orgeln kostade 1200 daler.[1] Den flyttades till Hagshults kyrka.

| Manual       |
| Principal 4' |
| Trumpet 4'   |

- 1778 bygger Jonas Solberg, Värnamo en orgel.
- 1874 bygger E. A. Setterquist & Son, Örebro, en orgel med 22 stämmor fördelade på två manualer, särskild pedal och sju särskilda koppel. Även en pneumatisk maskin, det enda orgelverket på landsbygden i Sverige som var försett med detta, Crescendo- och diminuendoverk för andra manualen, fem bälgar med särskilda vind-regulatorer. En extra stämma sattes in utom kontrakt. Orgeln kostade 11 000 kr.[2] Den avsynades och provspelades 23 januari 1875 av musikdirektör Bengt Wilhelm Hallberg från Landskrona.[3]
- Orgeln utökades 1938 av Åkerman & Lund, Sundbybergs stad till 30 stämmor.
- Nuvarande orgel med 37 stämmor är från 1972 byggd av A Magnussons Orgelbyggeri AB, Mölnlycke. Orgeln har fria kombinationer och är mekanisk.

| Ryggpositiv I   | Huvudverk II      | Svällverk III          | Pedal          | Koppel |
| Gedackt 8´      | Gedacktpommer 16´ | Rörflöjt 8´            | Subbas 16'     | I/P    |
| Principal 4´    | Principal 8´      | Salicional 8´          | Oktava 8'      | II/P   |
| Koppelflöjt 4´  | Spetsflöjt 8´     | Voix céleste 8´        | Borduna 8'     | III/P  |
| Gemshorn 2´     | Oktava 4'         | Italiensk Principal 4´ | Flöjt 4'       | I/II   |
| Nasat 1 1/3     | Rörflöjt 4'       | Spetskvint 2 2/3´      | Nachthorn 2'   | III/II |
| Sesquialtera II | Kvinta 2 2/3'     | Principal 2'           | Rauschkvint IV |        |
| Scharf III      | Oktava 2'         | Ters 1 3/5'            | Basun 16'      |        |
| Krumhorn 8'     | Mixtur IV         | Sifflöjt 1'            | Trumpet 4'     |        |
| Tremulant       | Trumpet 8'        | Mixtur IV              |                |        |
|                 |                   | Dulcian 16'            |                |        |
|                 |                   | Oboe 8'                |                |        |
|                 |                   | Tremulant              |                |        |
|                 |                   | Crescendosvällare      |                |        |

- Kororgeln är byggd 1964 av Åkerman & Lund, Knivsta. Orgeln är mekanisk.

| Manual        | Pedal      | Koppel   |  |
| Gedackt 8’    | Subbas 16’ | Man/Ped. |  |
| Principal 4'  |            |          |  |
| Rörflöjt 4’   |            |          |  |
| Gemshorn 2’   |            |          |  |
| Nasat 1 1⁄3’  |            |          |  |
| Scharf 2 chor |            |          |  |

## Bildgalleri

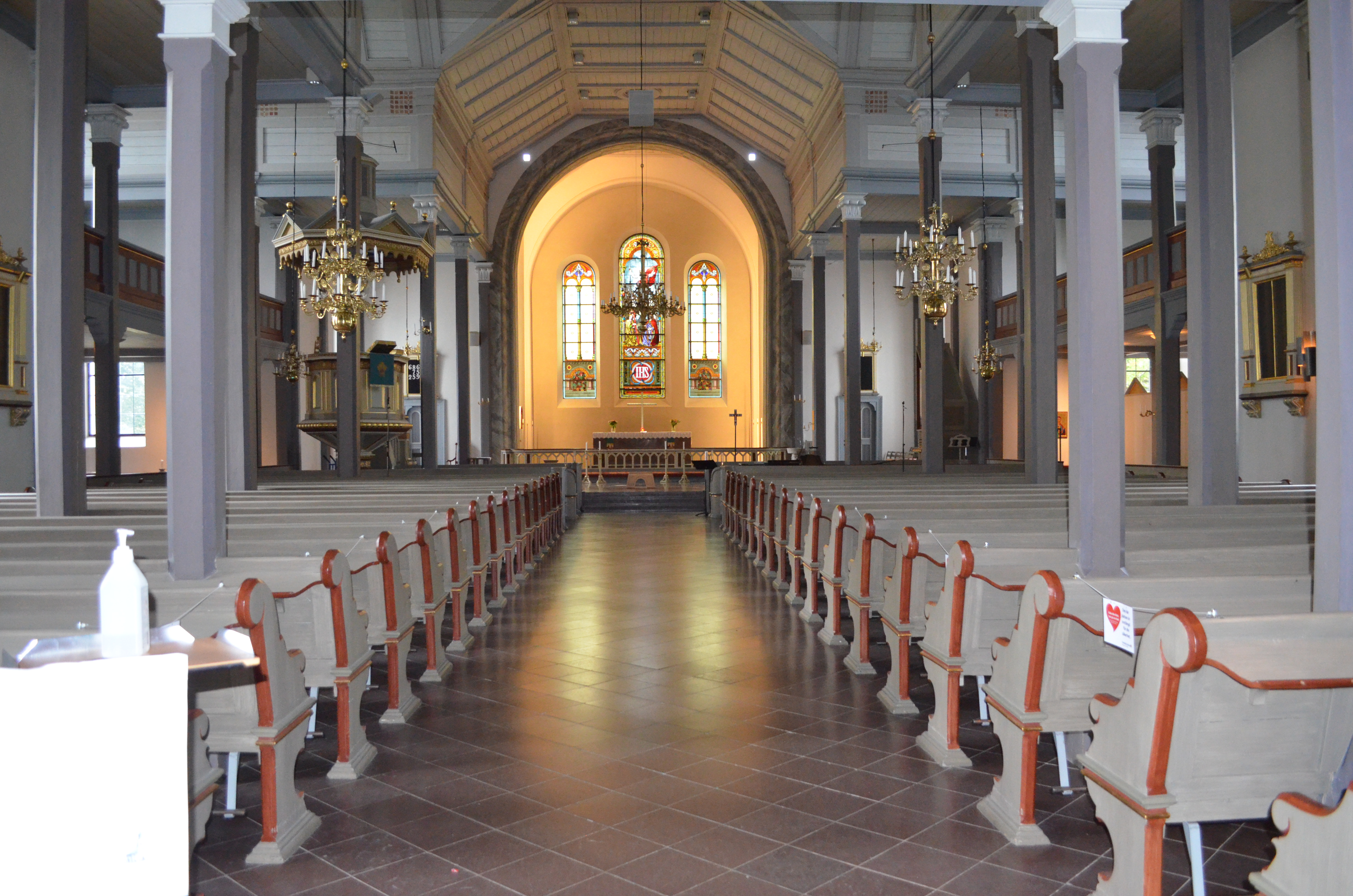
Värnamo kyrkas kyrksal
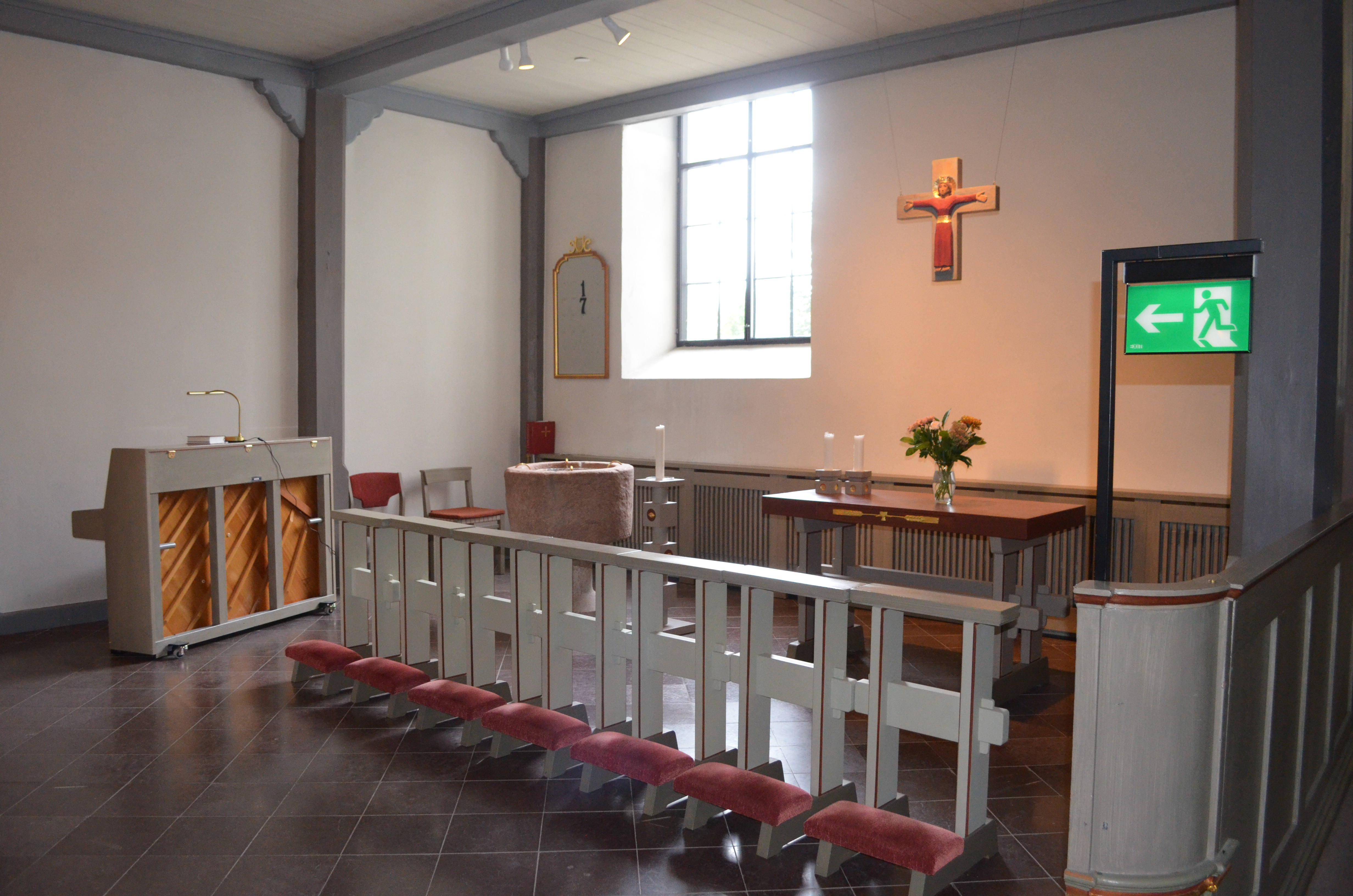
Värnamo kyrkas altare
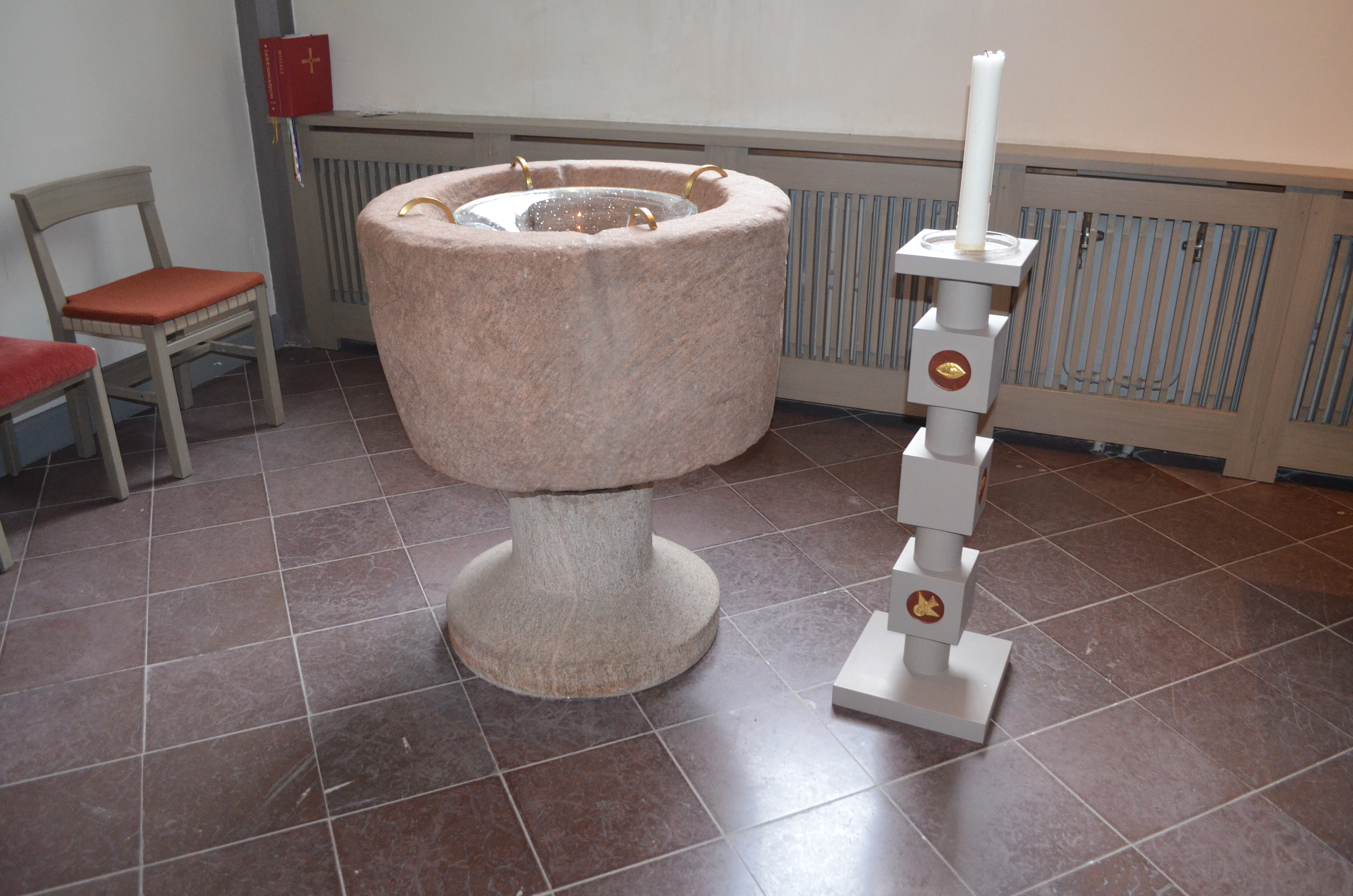
Värnamo kyrkas dopfunt
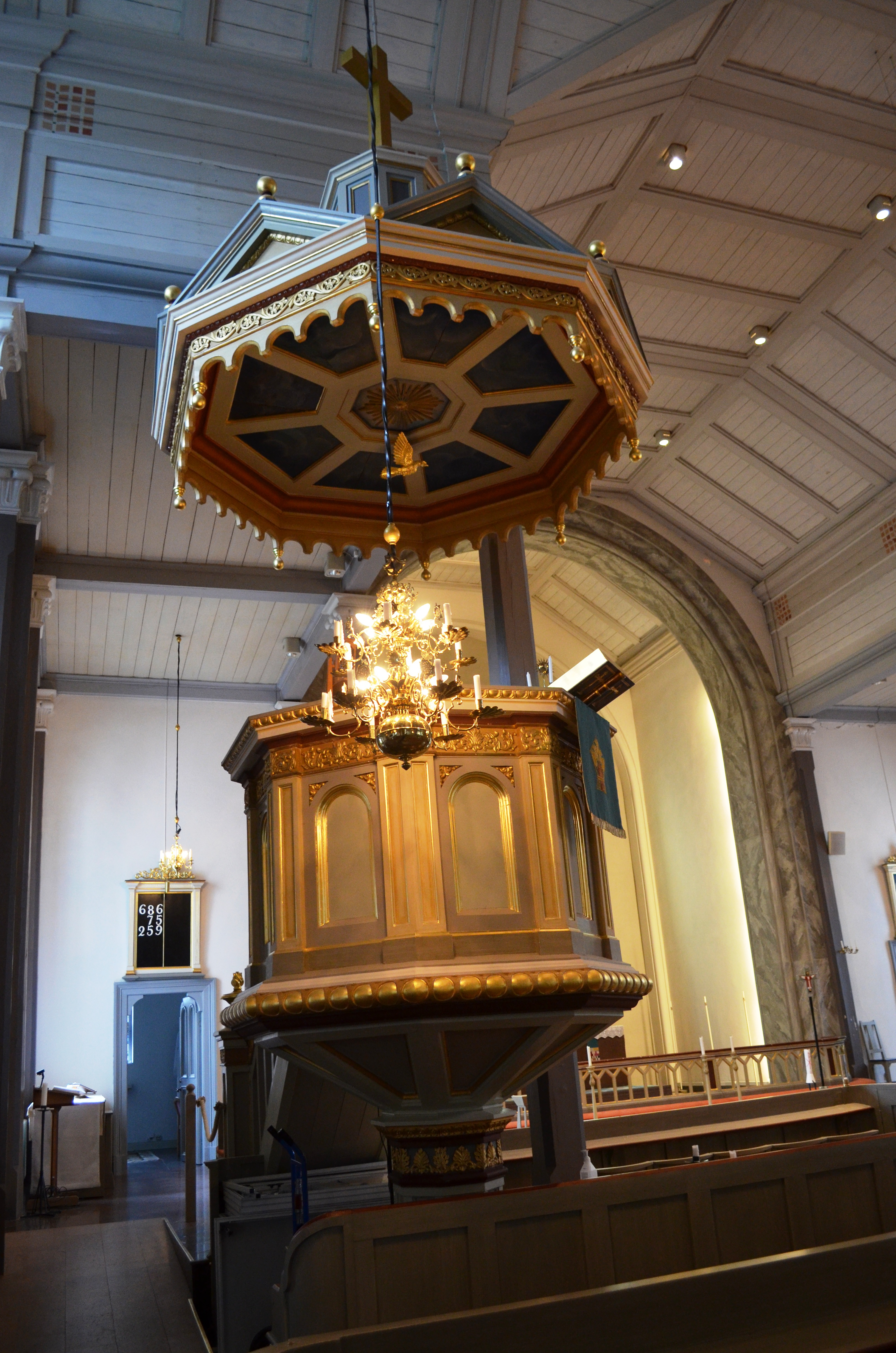
Värnamo kyrkas predikstol